# Juncitarsus
Juncitarsus es un género extinto de ave limícola que vivió durante el Eoceno en los Estados Unidos y en Alemania. Aunque anteriormente se consideró que era una especie de flamenco prehistórico, es más probable que se trate de un miembro más primitivo del linaje de los flamencos, posiblemente un pariente del grupo que contiene tanto a los flamencos como a los somormujos (Mirandornithes).